# Ahri Yell Nkembe Pesauk
Ahri Yell Nkembe Pesauk est une artiste du groupe musical Rrum-Tah et la fille de Roger Nkembe Pesauk.

## Biographie

### Enfance, éducation et débuts
Ahri Yell Nkembe Pesauk est née en 1976 à Yaoundé. Elle est la fille de Roger et Vicky Nkembe Pesauk. Ils reviennent au Cameroun dans les années 1980 et son père, ingénieur et fonctionnaire, démissionne de la fonction publique pour se consacrer à la musique avec ses enfants. Inspiré par les Jacksons Five, il constitue le groupe Rrum-Tah avec ses enfants et ceux de proches.
Après un baccalauréat littéraire, Ahri Yell Nkembe Pesauk poursuit des études supérieures en arts du spectacle. Elle travaille parallèlement avec son père dans la conception musicale et audio-publicitaire.
Arrivée en France en 2003, Ahri Yell intègre l’école de musique de Brioude et se spécialise dans le chant Lyrique. Mezzo-Soprano, elle est diplômée en chant lyrique et techniques vocales.

### Carrière
Ahri Yell Nkembe Pesauk commence sa carrière dans la musique à l’âge de 5 ans. Lors d'une prestation télévisée en 1986 au cours de l’émission culturelle Tam-Tam Week-end, elle chante My Heart Belongs to You avec son père Roger Nkembe Pesauk, qui est producteur-arrangeur, musicien-auteur-compositeur et fondateur du label Soyoko.
De 1987 à 1995, elle fait partie du groupe Rrum-Tah créé par son père et composé de cinq enfants chanteurs (Ahri Yell, Laya, Njoya Guy Bolivar, Linda et Nadiya).
La chanson Mbambambé est le titre phare de l’album du même nom et qui les rend célèbres auprès du public. Ahri Yell Nkembe Pesauk devient, avec le groupe Rrum-Tah, un groupe mythique et célèbre en Afrique des années 1990.
Animateur culturel indépendant, elle est musicienne professionnelle indépendante et intervient dans divers événements culturels.

### Vie privée
Ahri Yell Nkembe Pesauk est mariée et mère de trois enfants.